# Mariacarla Lorenzi
Mariacarla Lorenzi (Cortina d'Ampezzo, 12 agosto 1966) è una giocatrice di curling italiana, atleta del Curling Club 66 Cortina.
Ha fatto parte della nazionale italiana di curling partecipando a due campionati mondiali.